# Sendim (Miranda do Douro)
Sendim (Portugees) of Sendin (Mirandees) is een plaats (freguesia) in de Portugese gemeente Miranda do Douro en telt 1432 inwoners (2001).

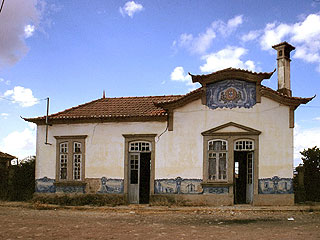
Sendim tram station.